# 潘师道
潘师道（1566年—1636年），字茂中，號太乙（太一），湖廣兴国（今湖北陽新）人，明朝政治人物，同进士出身。

## 生平
萬曆二十五年（1597年）丁酉科湖廣鄉試舉人，四十一年癸丑科三甲211名進士。禮部觀政，四十四年授大理寺左评事，四十七年升左寺副，四十八年升户部雲南司员外郎、福建司郎中。
潘师道曾于天启年间接替马鸣霆任邵武府知府一职，天启三年(1623年)由王逢元接任。
天啓三年调任福州府知府，四年升河南按察司副使，六年五月升福建布政使司右参政、建南道，十一月调浙江。崇祯元年（1628年）十一月升四川按察使，分守下川南道，三年四月告病归。

## 家族
曾祖潘珽，冠带乡宾。祖潘赤。